# Romeo Zondervan
Romeo Zondervan est un footballeur néerlandais né le 4 mars 1959. Il évoluait au poste de milieu.

## Biographie

### En équipe nationale
International néerlandais, il reçoit une unique sélection en équipe des Pays-Bas le 22 février 1981 lors d'un match amical contre Chypre,.
Il fait partie du groupe néerlandais lors de l'Euro 1980, sans toutefois jouer de match durant la compétition.

## Carrière
- 1977-1978 :  ADO La Haye
- 1978-1982 :  FC Twente
- 1982-1984 :  West Bromwich Albion
- 1984-1992 :  Ipswich Town
- 1992-1995 :  NAC Breda